# Countrywide Classic 2007 - Qualificazioni singolare
Le qualificazioni del singolare  del Countrywide Classic 2007 sono state un torneo di tennis preliminare per accedere alla fase finale della manifestazione. I vincitori dell'ultimo turno sono entrati di diritto nel tabellone principale. In caso di ritiro di uno o più giocatori aventi diritto a questi sono subentrati i lucky loser, ossia i giocatori che hanno perso nell'ultimo turno ma che avevano una classifica più alta rispetto agli altri partecipanti che avevano comunque perso nel turno finale.
Le qualificazioni del torneo Countrywide Classic  2007 prevedevano 32 partecipanti di cui 4 sono entrati nel tabellone principale.

## Teste di serie
1. Ricardo Mello (Qualificato)
2. George Bastl (Qualificato)
3. Wesley Whitehouse (Qualificato)
4. Kei Nishikori (Qualificato)

1. Phillip King (ultimo turno)
2. James Auckland (ultimo turno)
3. Martin Kližan (ultimo turno)
4. Nathan Ruiz-Rosales (primo turno)

## Qualificati
1. Ricardo Mello
2. George Bastl

1. Wesley Whitehouse
2. Kei Nishikori

## Tabellone

### Legenda
| - Q = Qualificato - WC = Wild card - LL = Lucky loser | - ALT = Alternate - SE = Special Exempt - PR = Protected Ranking | - w/o = Walkover - r = Ritirato - d = Squalificato |

### Sezione 1
|  | Primo turno          | Primo turno          | Primo turno          | Primo turno         | Primo turno |  |  | Secondo turno   | Secondo turno   | Secondo turno | Secondo turno | Secondo turno |   |   | Ultimo turno | Ultimo turno  | Ultimo turno  | Ultimo turno | Ultimo turno |  |
|  |                      |                      |                      |                     |             |  |  |                 |                 |               |               |               |   |   |              |               |               |              |              |  |
|  |                      |                      |                      |                     |             |  |  |                 |                 |               |               |               |   |   |              |               |               |              |              |  |
|  |                      |                      |                      |                     |             |  |  | 1               | Ricardo Mello   | 6             | 4             | 6             |   |   |              |               |               |              |              |  |
|  | Nima Roshan          | Nima Roshan          | Nima Roshan          | 6                   | 7           |  |  |                 | Nima Roshan     | 2             | 6             | 1             |   |   |              |               |               |              |              |  |
|  | Rylan Rizza          | Rylan Rizza          | Rylan Rizza          | 3                   | 5           |  |  |                 |                 |               |               |               |   |   | 1            | Ricardo Mello | Ricardo Mello | 6            | 6            |  |
|  | Carsten Ball         | Carsten Ball         | Carsten Ball         | 6                   | 6           |  |  |                 |                 |               | Carsten Ball  | Carsten Ball  | 1 | 2 |              |               |               |              |              |  |
|  | Antonio Ruiz-Rosales | Antonio Ruiz-Rosales | Antonio Ruiz-Rosales | 1                   | 1           |  |  | Carsten Ball    | Carsten Ball    | 2             | 6             | 6             |   |   |              |               |               |              |              |  |
|  |                      | Michael McClune      | Michael McClune      | Michael McClune     |             |  |  | Michael McClune | Michael McClune | 6             | 1             | 4             |   |   |              |               |               |              |              |  |
|  | 8                    | Nathan Ruiz-Rosales  | Nathan Ruiz-Rosales  | Nathan Ruiz-Rosales | d           |  |  |                 |                 |               |               |               |   |   |              |               |               |              |              |  |

### Sezione 2
|  | Primo turno  | Primo turno         | Primo turno  | Primo turno | Primo turno |  |  | Secondo turno | Secondo turno | Secondo turno | Secondo turno | Secondo turno |   |    | Ultimo turno | Ultimo turno | Ultimo turno | Ultimo turno | Ultimo turno |  |
|  |              |                     |              |             |             |  |  |               |               |               |               |               |   |    |              |              |              |              |              |  |
|  | 2            | George Bastl        | George Bastl | 6           | 6           |  |  |               |               |               |               |               |   |    |              |              |              |              |              |  |
|  |              | Jeffrey Das         | Jeffrey Das  | 3           | 1           |  |  | 2             | George Bastl  | George Bastl  | 6             | 6             |   |    |              |              |              |              |              |  |
|  | David Martin | David Martin        | David Martin | 6           | 6           |  |  |               | David Martin  | David Martin  | 2             | 4             |   |    |              |              |              |              |              |  |
|  | Eric Basica  | Eric Basica         | Eric Basica  | 3           | 4           |  |  |               |               |               |               |               |   |    | 2            | George Bastl | George Bastl | 6            | 7            |  |
|  | Eric Taino   | Eric Taino          | Eric Taino   | 6           | 6           |  |  |               |               | 7             | Martin Kližan | Martin Kližan | 1 | 65 |              |              |              |              |              |  |
|  | Norman Tam   | Norman Tam          | Norman Tam   | 2           | 2           |  |  |               | Eric Taino    | Eric Taino    | 3             | 3             |   |    |              |              |              |              |              |  |
|  | 7            | Martin Kližan       | 6            | 1           | 6           |  |  | 7             | Martin Kližan | Martin Kližan | 6             | 6             |   |    |              |              |              |              |              |  |
|  |              | Sahr Timothy Kpulun | 2            | 6           | 1           |  |  |               |               |               |               |               |   |    |              |              |              |              |              |  |

### Sezione 3
|  | Primo turno     | Primo turno       | Primo turno       | Primo turno | Primo turno |  |  | Secondo turno | Secondo turno     | Secondo turno   | Secondo turno | Secondo turno |   |   | Ultimo turno | Ultimo turno      | Ultimo turno      | Ultimo turno | Ultimo turno |  |
|  |                 |                   |                   |             |             |  |  |               |                   |                 |               |               |   |   |              |                   |                   |              |              |  |
|  | 3               | Wesley Whitehouse | Wesley Whitehouse | 6           | 6           |  |  |               |                   |                 |               |               |   |   |              |                   |                   |              |              |  |
|  |                 | Dave Lingman      | Dave Lingman      | 4           | 4           |  |  | 3             | Wesley Whitehouse | 4               | 7             | 6             |   |   |              |                   |                   |              |              |  |
|  | Robert Yim      | Robert Yim        | Robert Yim        | 6           | 7           |  |  |               | Robert Yim        | 6               | 63            | 1             |   |   |              |                   |                   |              |              |  |
|  | Gary Sacks      | Gary Sacks        | Gary Sacks        | 3           | 6           |  |  |               |                   |                 |               |               |   |   | 3            | Wesley Whitehouse | Wesley Whitehouse | 6            | 7            |  |
|  | Chris Wettengel | Chris Wettengel   | Chris Wettengel   | 6           | 6           |  |  |               |                   | 5               | Phillip King  | Phillip King  | 3 | 5 |              |                   |                   |              |              |  |
|  | Alex Bartlett   | Alex Bartlett     | Alex Bartlett     | 2           | 4           |  |  |               | Chris Wettengel   | Chris Wettengel | 2             | 3             |   |   |              |                   |                   |              |              |  |
|  | 5               | Phillip King      | Phillip King      | 6           | 7           |  |  | 5             | Phillip King      | Phillip King    | 6             | 6             |   |   |              |                   |                   |              |              |  |
|  |                 | Noah Newman       | Noah Newman       | 2           | 5           |  |  |               |                   |                 |               |               |   |   |              |                   |                   |              |              |  |

### Sezione 4
|  | Primo turno    | Primo turno      | Primo turno      | Primo turno | Primo turno |  |  | Secondo turno | Secondo turno  | Secondo turno  | Secondo turno  | Secondo turno  |   |   | Ultimo turno | Ultimo turno  | Ultimo turno  | Ultimo turno | Ultimo turno |  |
|  |                |                  |                  |             |             |  |  |               |                |                |                |                |   |   |              |               |               |              |              |  |
|  | 4              | Kei Nishikori    | Kei Nishikori    | 6           | 6           |  |  |               |                |                |                |                |   |   |              |               |               |              |              |  |
|  |                | Jason Zimmermann | Jason Zimmermann | 4           | 3           |  |  | 4             | Kei Nishikori  | Kei Nishikori  | 6              | 6              |   |   |              |               |               |              |              |  |
|  | Ryan Thacher   | Ryan Thacher     | Ryan Thacher     | 6           | 6           |  |  |               | Ryan Thacher   | Ryan Thacher   | 1              | 4              |   |   |              |               |               |              |              |  |
|  | Jared Drucker  | Jared Drucker    | Jared Drucker    | 0           | 2           |  |  |               |                |                |                |                |   |   | 4            | Kei Nishikori | Kei Nishikori | 6            | 6            |  |
|  | Kaes Van't Hof | Kaes Van't Hof   | Kaes Van't Hof   | 7           | 7           |  |  |               |                | 6              | James Auckland | James Auckland | 0 | 2 |              |               |               |              |              |  |
|  | Christian Hand | Christian Hand   | Christian Hand   | 5           | 5           |  |  |               | Kaes Van't Hof | Kaes Van't Hof | 3              | 4              |   |   |              |               |               |              |              |  |
|  | 6              | James Auckland   | James Auckland   | 6           | 6           |  |  | 6             | James Auckland | James Auckland | 6              | 6              |   |   |              |               |               |              |              |  |
|  |                | Danilo Zivanovic | Danilo Zivanovic | 0           | 4           |  |  |               |                |                |                |                |   |   |              |               |               |              |              |  |